# Kulminacija (literatura)
Vrh ali kulminacija, (latinsko culmen; najviška točka) je del dramskega tikotnika, ki ga je v svojem delu »Tehnika drame« (Technik des Dramas) postavil Gustav Fraytag.
Vrh ali kulminacija mora biti v dramskem tekstu pomembna posledica vsega prejšnjega dogajanja in važen vzrok za nadaljnji potek igre. Zaplet sedaj doseže svojo zadnjo stopnjo. Igra in nasprotna igra trčita v neposrednem boju druga ob drugo. Odločitev v korist glavnemu junaku je le navidezna. Ravno ta odločitev pa povzroči, da se smer dejanja zaobrne.
Primer: Shakespeare, Julij Cezar.
15. marca, na prerokovani dan marčevih id, zarotniki Cezarja na kapitolu umore. Več nožev ga hkrati zabode, a noben udarec z nožem ga tako ne zaboli kakor Brutov. Takoj po umoru hite zarotniki naznanjat ljudstvu svobodo in obnovo stare republike. Približa se jim lokavi Cezarjev prijatelj Antonij in hitro premoti prelahkovernega Bruta, da mu dovoli govoriti ob mrtvem Cezarjevem truplu. Najprej pa vendarle pred ljudstvo stopi Brut sam; preprosto in stvarno opraviči dejanje in že pridobi ljudstvo zase.